# Scoliciosporum ophiosporum
Scoliciosporum ophiosporum är en lavart som först beskrevs av Per Johan Hellbom, och fick sitt nu gällande namn av Johan Jonson Havaas. Scoliciosporum ophiosporum ingår i släktet Scoliciosporum, och familjen Scoliciosporaceae. Enligt den finländska rödlistan är arten otillräckligt studerad i Finland. Arten är reproducerande i Sverige. Artens livsmiljö är klippor (inklusive flyttblock).